# لامونا
لامونا أو مونا هي بريوش بشكل قبة أو تاج في المطبخ الجزائري ويعود أصلها للقطاع الوهراني وبالخصوص مدينة وهران وكانت تحضر تقليديا في عيد القيامة.

## أصل التسمية
يُعتقد أن أصل تسمية لامونا يعود إلى احتفال ميمونة، وهو عيد خاص يحتفي به يهود شمال افريقيا بمناسبة نهاية عيد الفصح حيث يحضرون مختلف الحلويات والمخبوزات، بينما يرجح آخرون أن أصل الكلمة هو ايموناه التي تعني الإيمان باللغة العبرية. روايات أخرى تربط بين أصل التسمية وحصن لامون في مدينة وهران. هناك كان الإسبان القدامى يحيون عيد الفصح في الحصن ويحضرون بريوش لامونا إلى جانب طبق الأرز بالدجاح على الطريقة الإسبانية.